# Historia Sportu

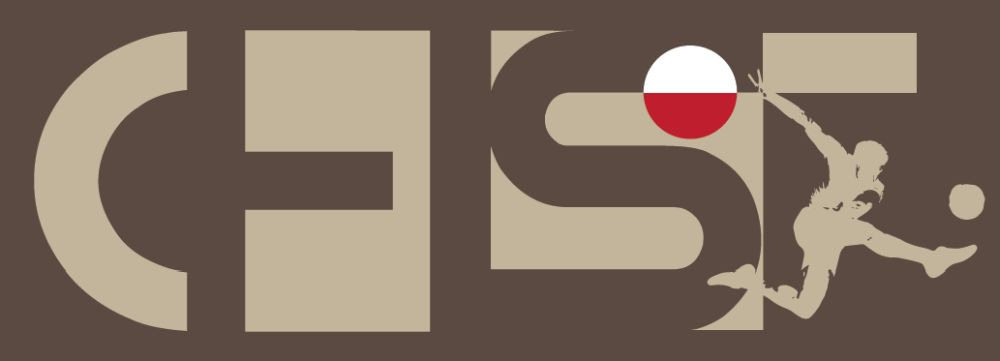
Monogram Historia Sportu

Historia Sportu – cykl książek dotyczący historii polskiej piłki nożnej, szczególnie z okresu przed 1939 rokiem. Pomysłodawcami i głównymi autorami tej serii są członkowie zarządu Ogólnopolskiego Stowarzyszenia Historyków i Statystyków Piłki Nożnej: Piotr Chomicki z Gdyni i Leszek Śledziona z Mielca. Publikacje wydawane są przez firmę OLGEN, a wcześniej przez NADA sp. z o.o. (do połowy 2017 roku). Wśród współpracowników mających duży wkład w opracowanie książek znaleźli m.in. Piotr Dobosz, Artur Fortuna (obaj Kraków), Edwin Kowszewicz (Sztum) i Jarosław Owsiański (Łódź/Poznań).

## Seria Historia Sportu
Dotychczas ukazały się:
- Tom 1: Piotr Chomicki, Leszek Śledziona, Rozgrywki piłkarskie w Łodzi 1910-19, s. 122. Wydanie I  (25 listopada 2014) ISBN 978-83-65043-00-9, wydanie II niezmienione (16 kwietnia 2020) ISBN 978-83-949322-7-5.
- Tom 2: Piotr Chomicki, Leszek Śledziona, Edwin Kowszewicz, Piłka nożna na Polskim Pomorzu 1920-1939, s. 436. Wydanie I (21 listopada 2016) ISBN 978-83-65043-05-4, wydanie II niezmienione (10 maja 2019) ISBN 978-83-949322-4-4.
- Tom 3: Piotr Chomicki, Leszek Śledziona, Rozgrywki piłkarskie w Galicji do roku 1914, s. 256. Wydanie I (19 czerwca 2015) ISBN 978-83-65043-02-3, wydanie II niezmienione (9 maja 2019) ISBN 978-83-949322-5-1.
- Tom 4: Jarosław Owsiański, Rozgrywki piłkarskie w Wielkopolsce do roku 1919, s. 272. Wydanie I (13  maja 2016) ISBN 978-83-65043-04-7, wydanie II niezmienione (31 maja 2021)  ISBN 978-83-960747-0-6.
- Tom 5: Piotr Chomicki, Piłkarskie dzieje Wybrzeża 1991-2005, s. 462. Wydanie I (24 listopada 2015) ISBN 978-83-65043-03-0, wydanie II niezmienione (9 maja 2019) ISBN 978-83-949322-3-7.
- Tom 6: Piotr Chomicki, Leszek Śledziona, Edwin Kowszewicz, Rocznik Piłkarski 1922 Polska – Europa – Świat, s. 366. Wydanie I (21 listopada 2017) ISBN 978-83-949322-0-6.
- Tom 7: Leszek Śledziona, Edwin Kowszewicz, Piłkarstwo polskie w zaborach 1886–1918 Fotografie – Dokumenty – Pamiątki, s. 342. Wydanie I (19 listopada 2018) ISBN 978-83-949322-1-3.
- Tom 8: Piotr Chomicki, Leszek Śledziona, Edwin Kowszewicz, Rocznik Piłkarski 1922 Polska – Europa – Świat, s. 414. Wydanie I (22 maja 2019) ISBN 978-83-949322-2-0.
- Tom 9: Piotr Chomicki, Rozgrywki piłkarskie na Pomorzu do roku 1914, s. 290. Wydanie I (10 lutego 2020) ISBN 978-83-949322-6-8[2].
- Tom 10: Leszek Śledziona, Edwin Kowszewicz, Andrzej Potocki, Reprezentacja Polski 1920-1932, część 1, Mecze – Fotografie – Pamiątki, s. 355. Wydanie I (13 listopada 2021) ISBN 978-83-960747-2-0.[3]

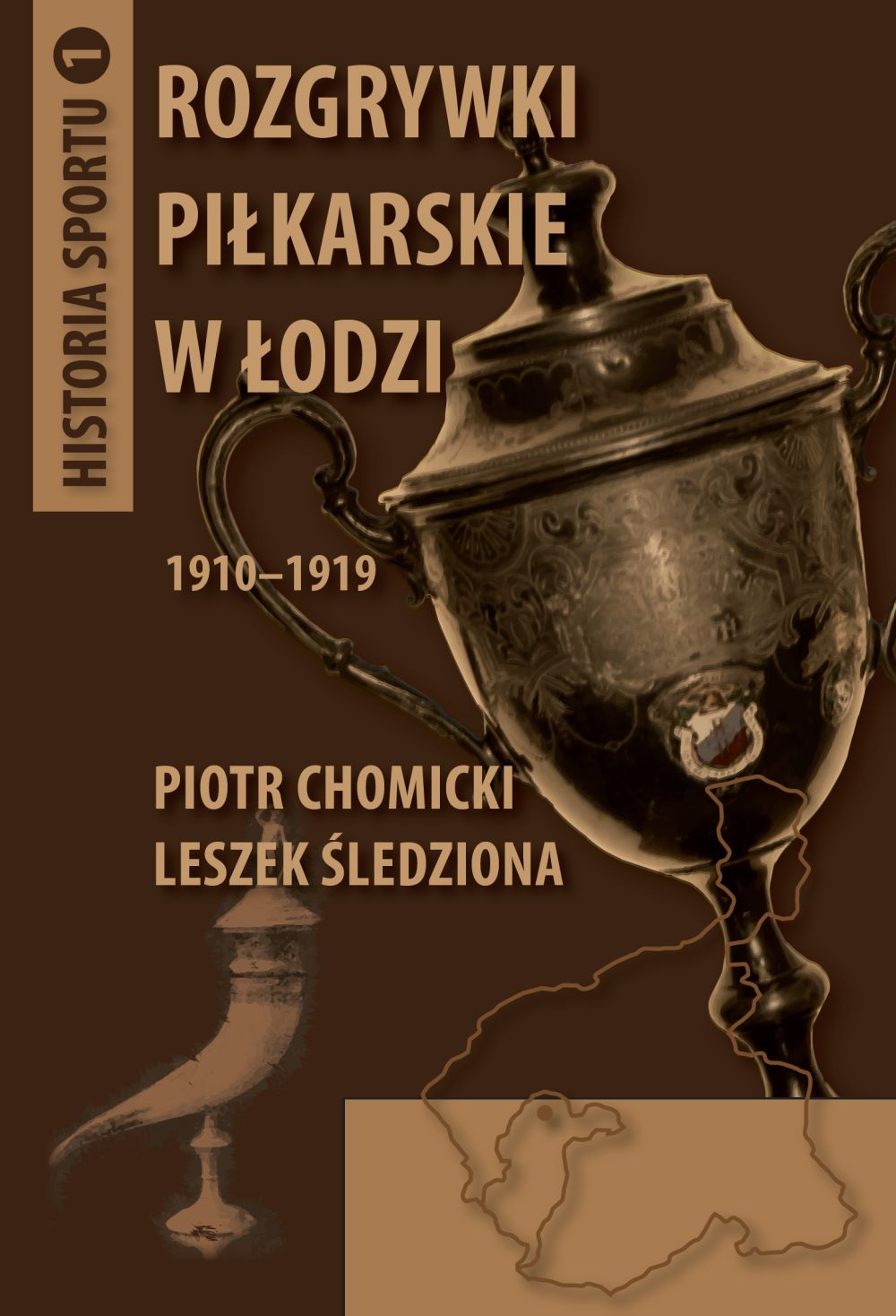
Tom 1. Rozgrywki piłkarskie w Łodzi 1910-19
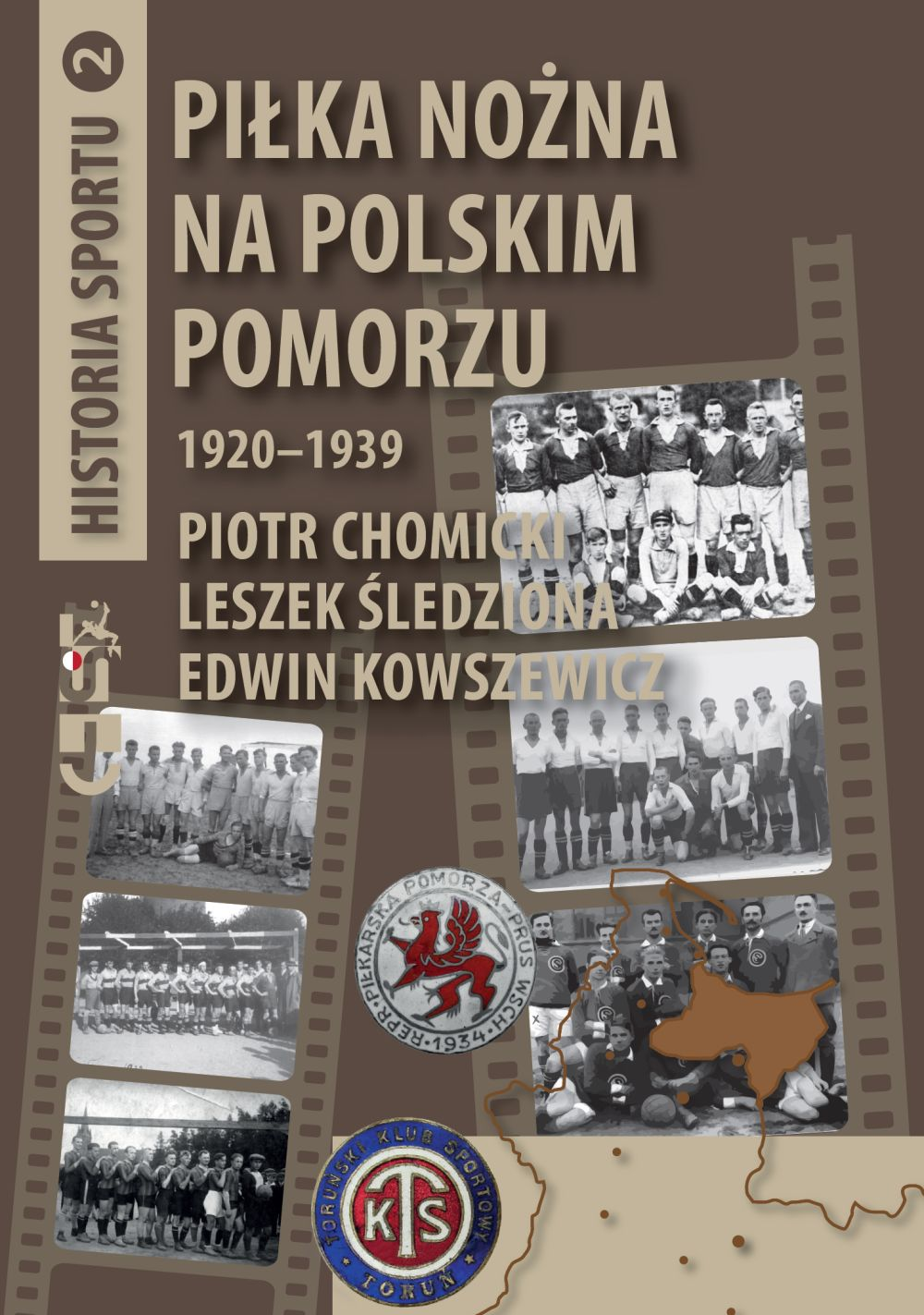
Tom 2. Piłka nożna na Polskim Pomorzu 1920-1939
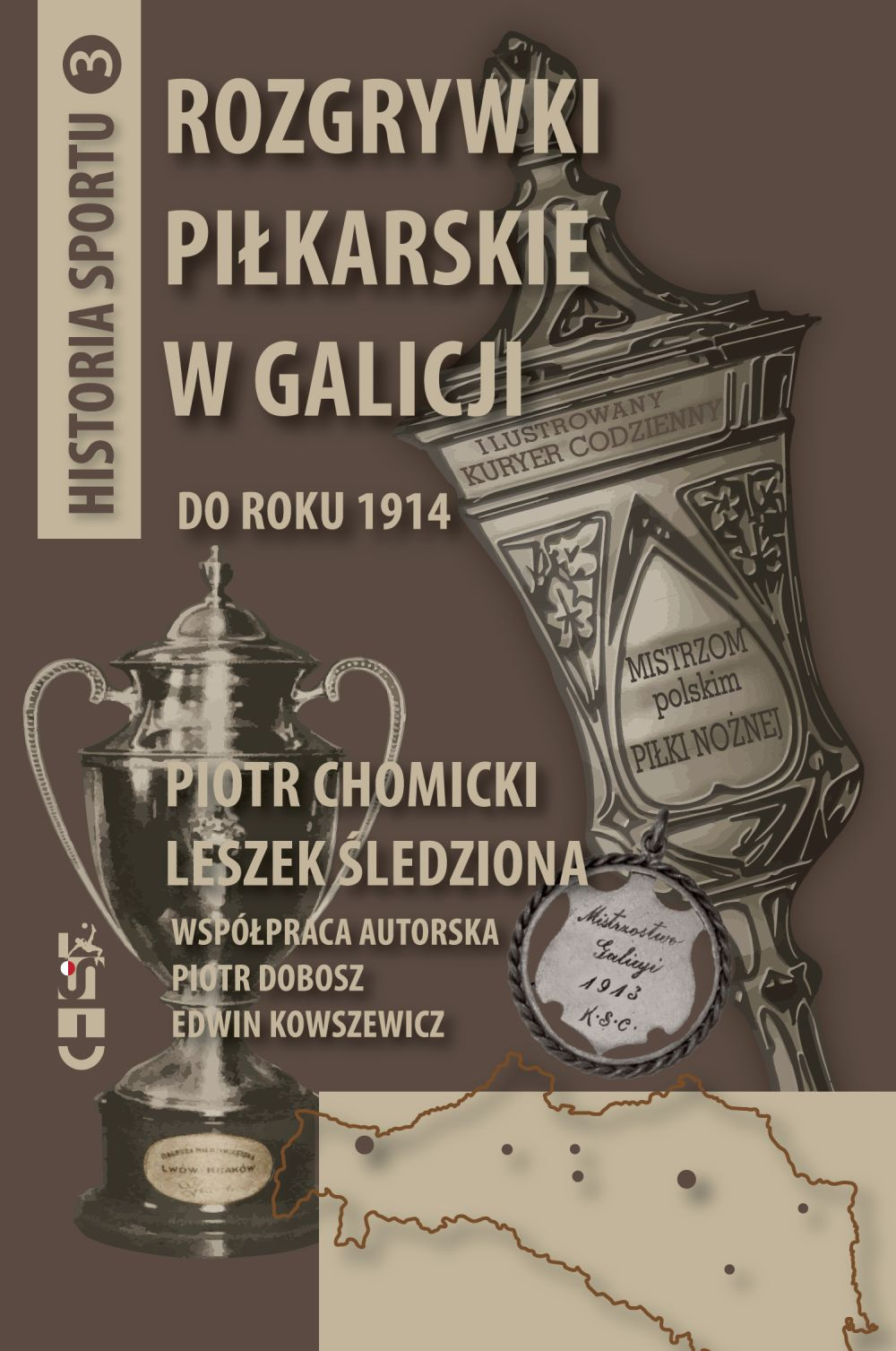
Tom 3. Rozgrywki piłkarskie w Galicji do roku 1914
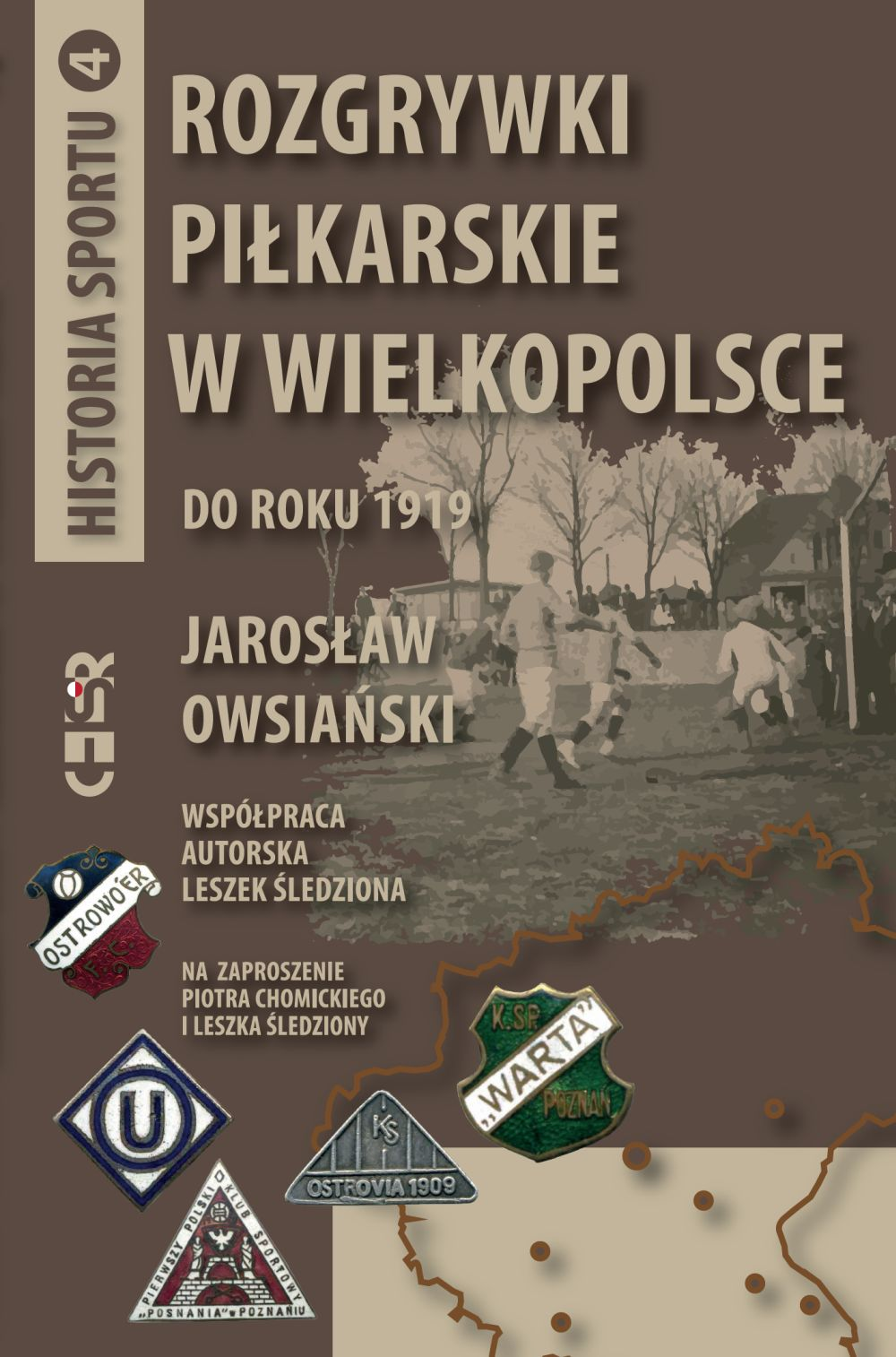
Tom 4. Jarosław Owsiański, Rozgrywki piłkarskie w Wielkopolsce do roku 1919
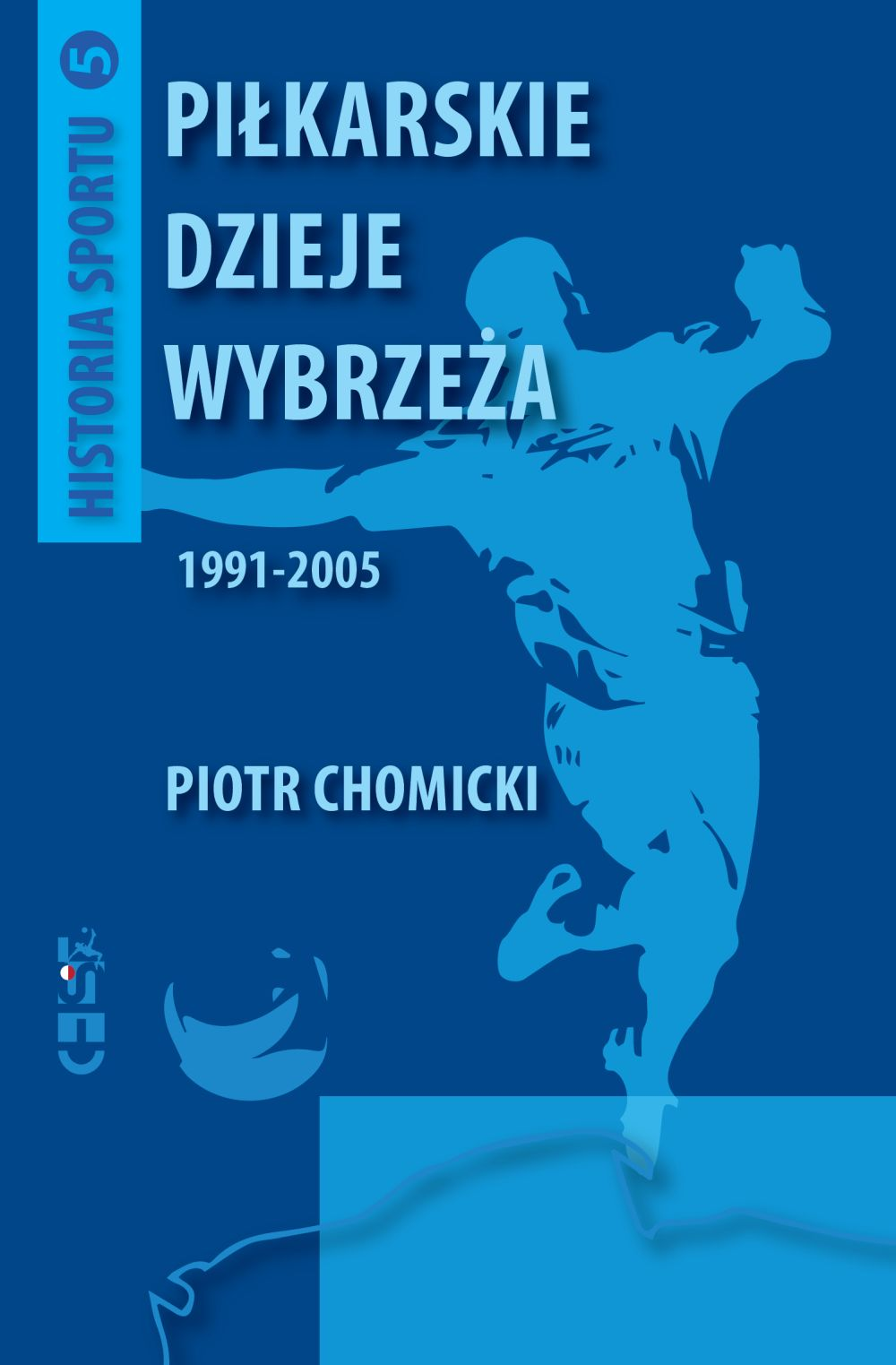
Tom 5. Piłkarskie dzieje Wybrzeża 1991-2005
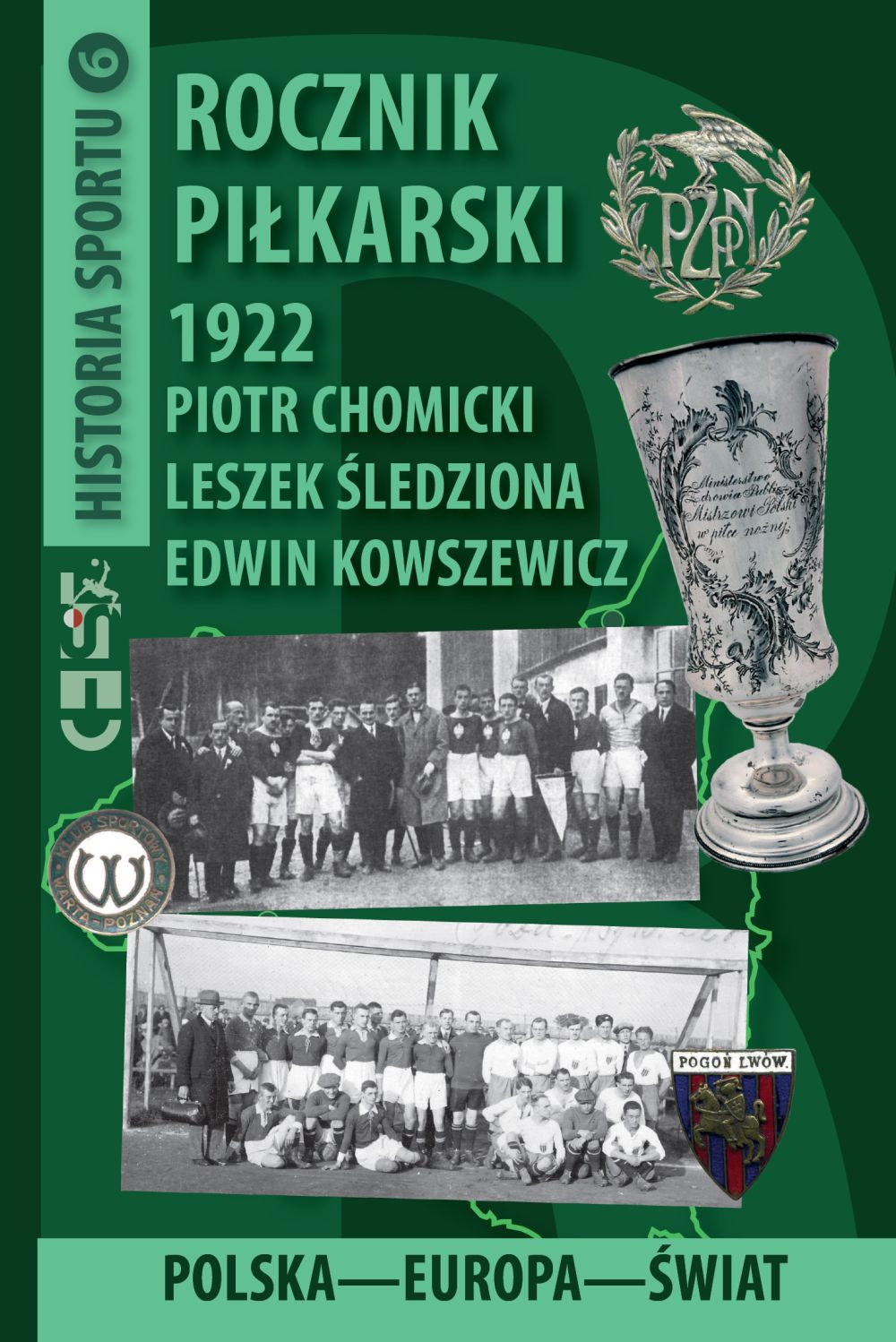
Tom 6. Rocznik Piłkarski 1922 Polska – Europa – Świat
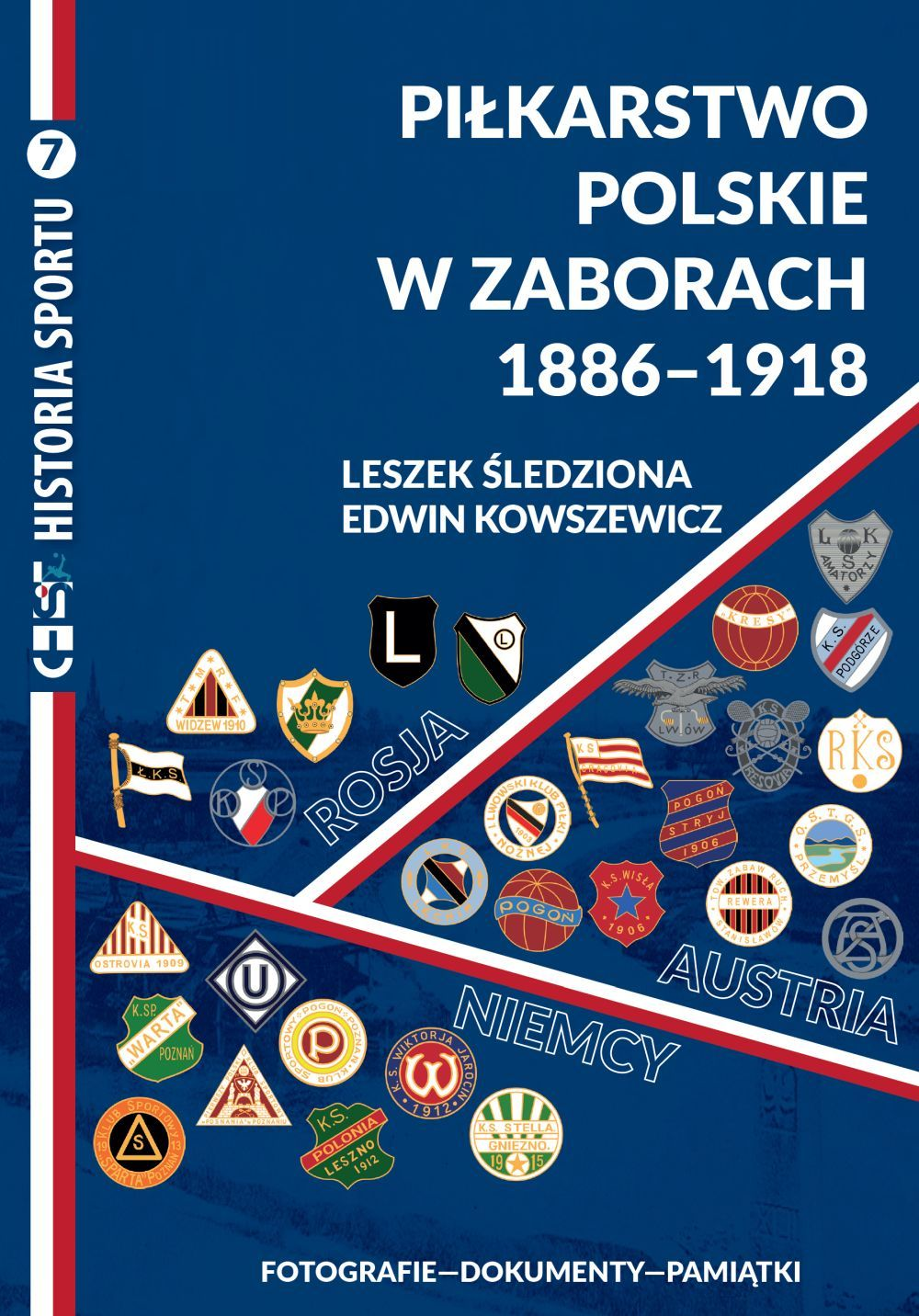
Tom 7. Leszek Śledziona, Edwin Kowszewicz, Piłkarstwo polskie w zaborach 1886–1918 Fotografie – Dokumenty – Pamiątki
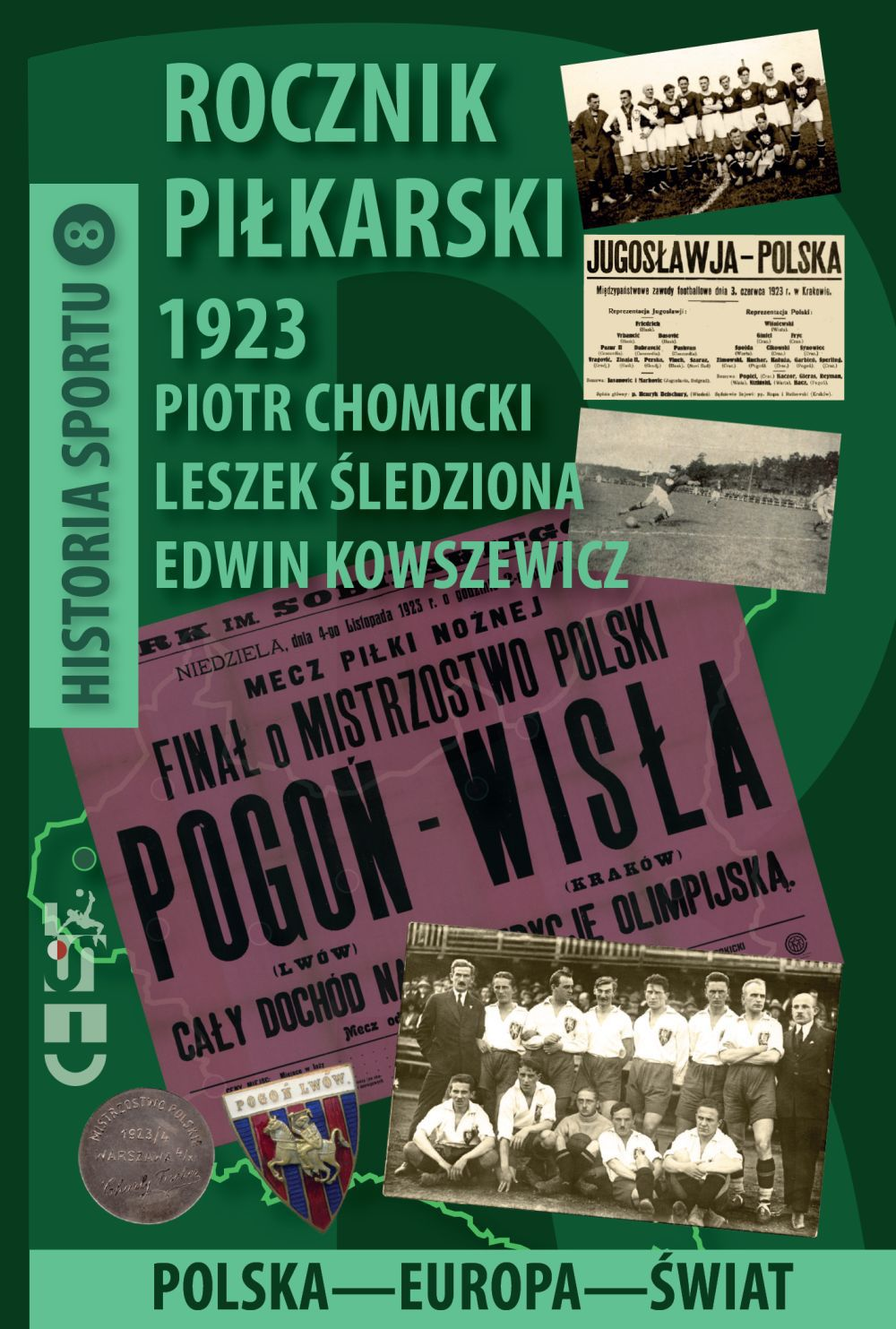
Tom 8. Piotr Chomicki, Leszek Śledziona, Edwin Kowszewicz, Rocznik Piłkarski 1923 Polska – Europa – Świat
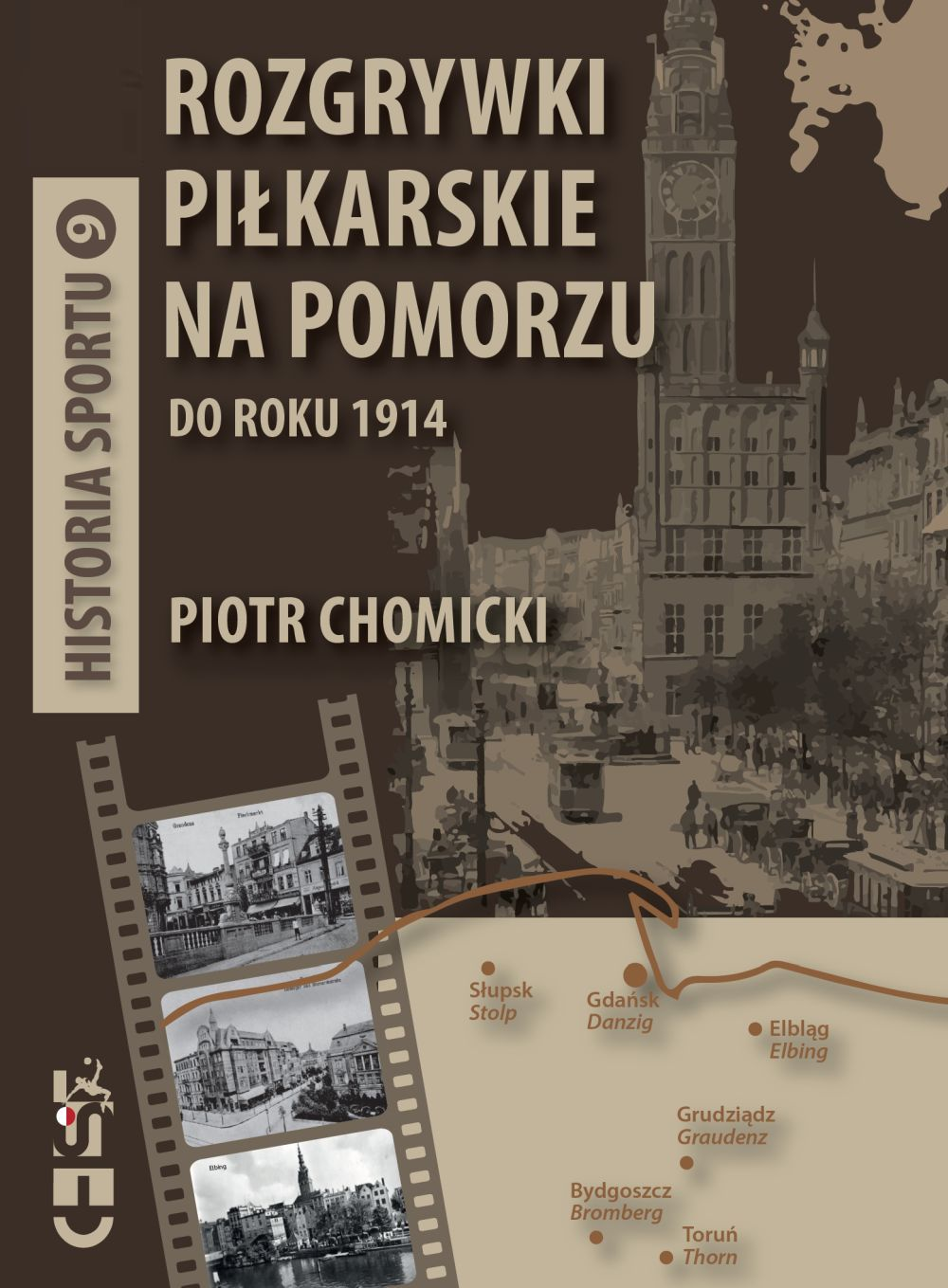
Tom 9. Piotr Chomicki, Rozgrywki piłkarskie na Pomorzu do roku 1914
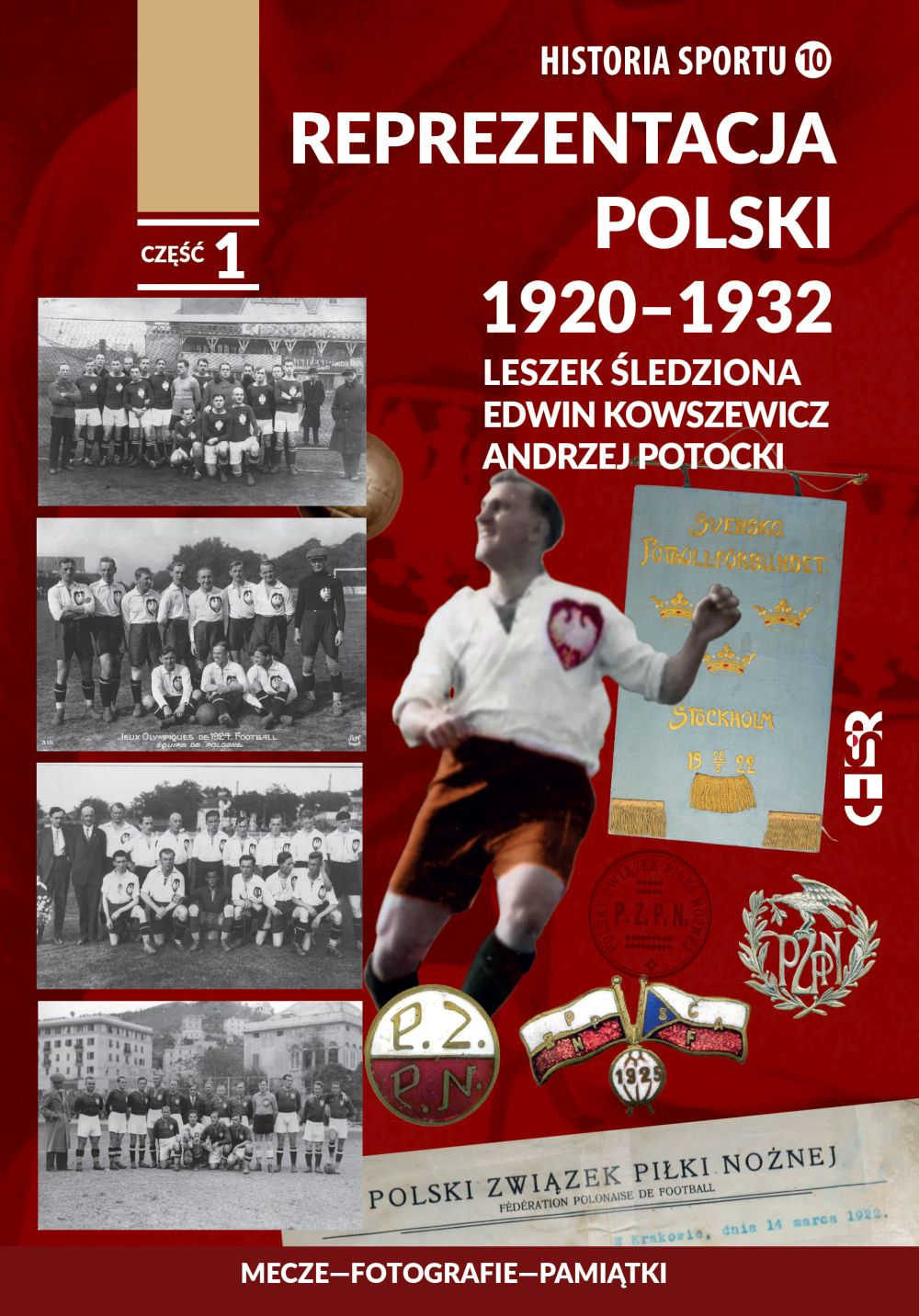
Tom 10: Leszek Śledziona, Edwin Kowszewicz, Andrzej Potocki, Reprezentacja Polski 1920-1932, część 1, Mecze – Fotografie – Pamiątki

### Wydania specjalne
Odrębnym nurtem są Wydania Specjalne, nie posiadające numeracji cyfrowej na okładce.
- Tom 1. (wydanie I – 11 maja 2017): Józef Hałys, Opracowanie: Piotr Dobosz i Leszek Śledziona, Piłka nożna w Polsce 1918-1926 tom 2, s. 344, ISBN 978-83-65043-01-6, (wydanie II niezmienione - 17 marca 2021) ISBN 978-83-949322-9-9.
- Tom 2. (wydanie I – 16 stycznia 2021): Józef Hałys, Opracowanie: Piotr Dobosz, Leszek Śledziona i Edwin Kowszewicz, Piłka nożna w Polsce 1927-1939, tom 3, s. 552, ISBN 978-83-949322-8-2.[4]
- Tom 3. (wydanie I – 17 sierpnia 2021): Leszek Śledziona, Mieczysław Błonarowicz, Katalog programów piłkarskich, Reprezentacja Polski 1921-2021, Dom – Wyjazd – Neutralny, s. 48, ISBN 978-83-960747-1-3.[5]

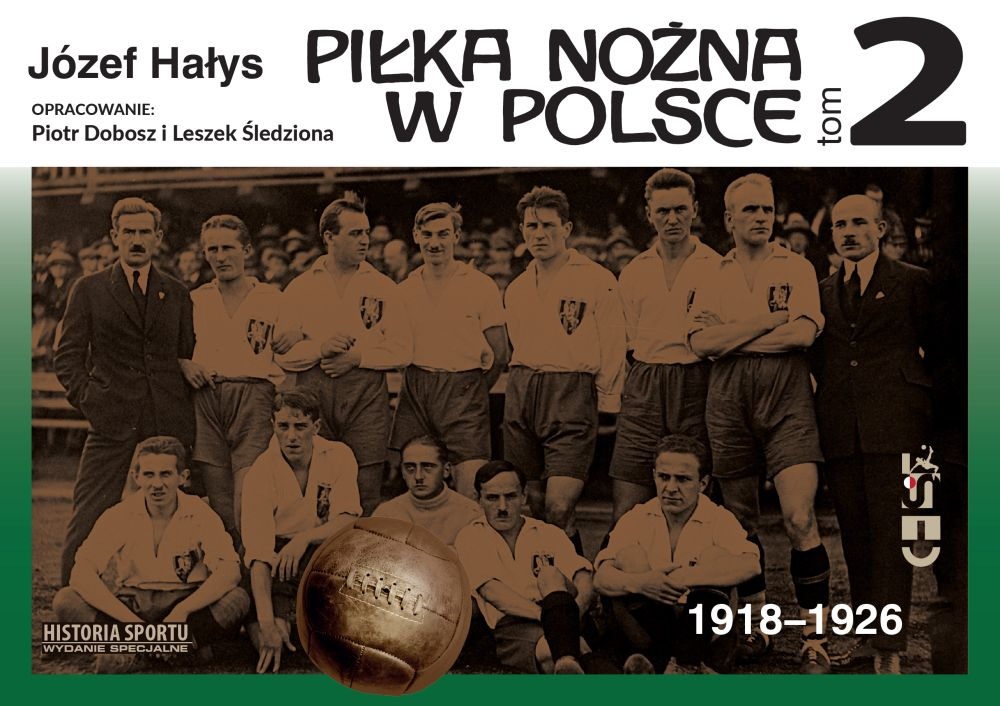
Wydanie specjalne Józef Hałys, Opracowanie Piotr Dobosz i Leszek Śledziona, Piłka nożna w Polsce 1918-1926 tom 2
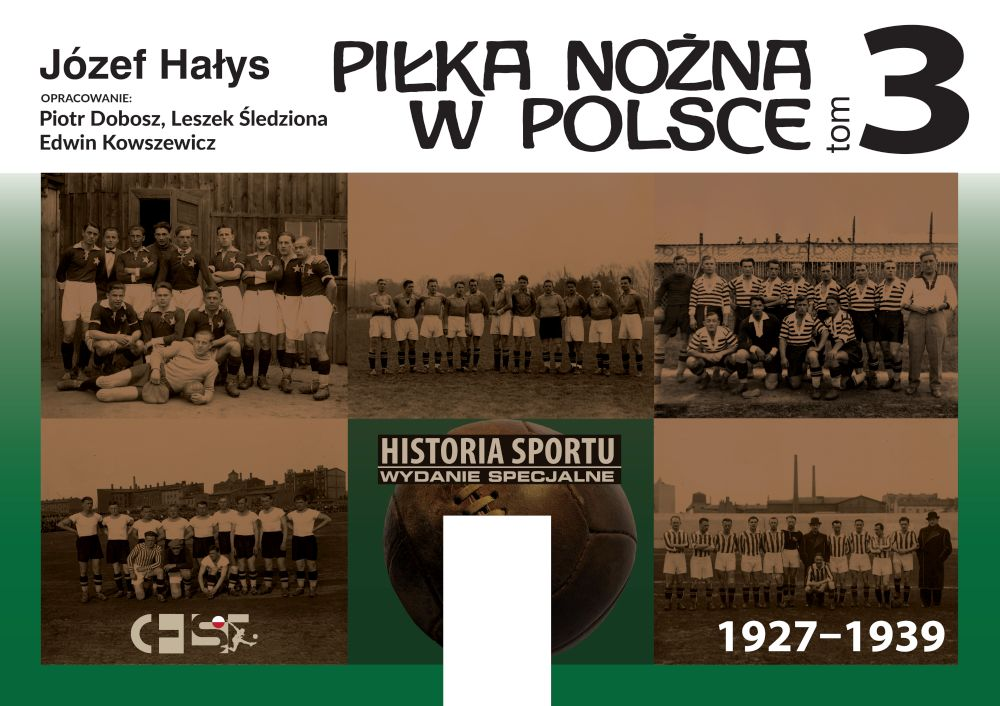
Wydanie specjalne Józef Hałys, Opracowanie: Piotr Dobosz, Leszek Śledziona i Edwin Kowszewicz, Piłka nożna w Polsce 1927-1939 tom 3
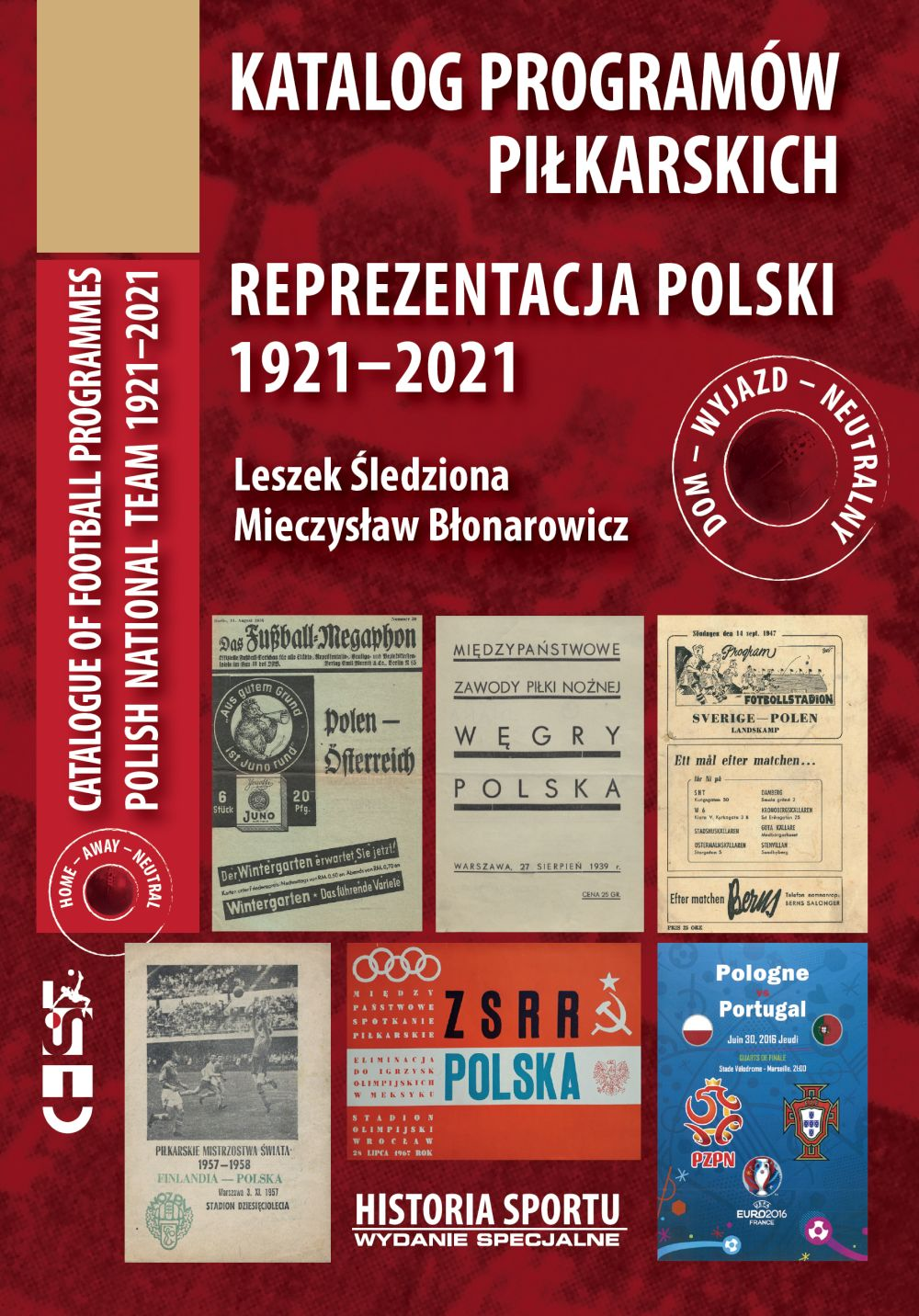
Wydanie specjalne Leszek Śledziona, Mieczysław Błonarowicz, Katalog programów piłkarskich, Reprezentacja Polski 1921-2021, Dom – Wyjazd – Neutralny

## Karty pocztowe
W, zapoczątkowanej 20 stycznia 2016, kolekcji Historia Sportu dotychczas ukazało się 11. zestawów kartek pocztowych (po 10 sztuk każdy) przedstawiających polskie, przedwojenne zespoły klubowe z lat 1905–1939 m.in. Cracovia, Lwowski KPN i późniejsi Czarni Lwów, Garbarnia Kraków, Iskra Siemianowice, 1. FC Katowice, Korona Warszawa, Klub Turystów Łódź, Lauda Wilno, Lechia Lwów, Legionowa Legia, WKS i Legia Warszawa, Liga Poznań-Dębiec (protoplasta Lecha Poznań), ŁKS Łódź, Pogoń Lwów, Polonia Warszawa, Ruch Wielkie Hajduki (dziś Chorzów), Warta Poznań, TMRF i RTS Widzew Łódź, WKS 22 pp Siedlce, Strzelec Wilno, Śląsk Świętochłowice, Toruński Klub Sportowy, Wisła Kraków, Warszawianka.
Druga kolekcja, z inną szatą graficzną, zwana Reprezentacja Polski w piłce nożnej to zestaw dziesięciu kart, prezentujących narodową jedenastkę począwszy od debiutu na arenie międzynarodowej, czyli porażki 0-1 z Reprezentacją Węgier (18.12.1921, Budapeszt) do debiutu Polaków na Igrzyskach Olimpijskich w Paryżu (0-5 z Węgrami, 26.05.1924). Na kolorowym odwrocie (rewersie) znajdują się: oznaczenie numeryczne kolejnej pocztówki, logo klubu lub herb państwowy z danego okresu, data dzienna wydarzenia z wynikiem meczu lub roku w którym zostało zrobione dane zdjęcie oraz źródło pochodzenia użytego przez Wydawnictwo zdjęcia. Znajdujące się na awersie postacie działaczy, piłkarzy czy sędziów zostały przez zespół redakcyjny zidentyfikowane i opisane od podstaw. Około 20 z nich zostało przez redakcję pokolorowane, chcąc dodać kolorytu utrwalonym kadrom tamtejszej epoki. Dla kolekcjonerów, na życzenie przybijany jest rewersie pocztówki pamiątkowy stempel Kolekcja Wydawnictw Historia Sportu.